# Epistomariinae
Epistomariinae es una subfamilia de foraminíferos bentónicos de la familia Epistomariidae, de la superfamilia Asterigerinoidea, del suborden Rotaliina y del orden Rotaliida. Su rango cronoestratigráfico abarca desde el Eoceno medio hasta la Actualidad.

## Clasificación
Epistomariinae incluye a los siguientes géneros:
- Asanonella
- Epistomaria †
- Hildemannia
- Monspeliensina †
- Pseudoeponides

Otros géneros considerados en Epistomariinae son:
- Epistomariella, aceptado como Pseudoeponides
- Epistomella, aceptado como Epistomaria
- Taxyella †, aceptado como Monspeliensina